# پارکرویل (کانزاس)
پارکرویل (به انگلیسی: Parkerville) شهری در ایالت کانزاس کشور ایالات متحده آمریکا است که جمعیت آن در سرشماری سال ۲۰۱۰ میلادی، ۵۹ نفر بوده‌است.